# Svatopluk Matyáš
Svatopluk Matyáš (18. října 1929 Radslavice u Přerova – 10. července 2020 Pakoměřice) byl český herec.

## Život
Původně se vyučil řezníkem. Po maturitě na obchodní akademii v Praze vystudoval obor herectví na Divadelní fakultě Akademie múzických umění. Po absolutoriu v roce 1956 působil v oblastních divadlech v Hořovicích (1956–1958), Hradci Králové (1958–1961), Ostravě (1961–1966) a Olomouci (1966–1979). Poté se na několik let stal hercem ve svobodném povolání, v roce 1986 se vrátil do stálého angažmá v Olomouci, od roku 1990 byl v důchodu.
Vytvořil řadu milovnických i charakterních divadelních rolí domácího i světového klasického repertoáru, spolupracoval s českým i slovenským filmem a rozhlasem, výrazné postavy ztvárnil v televizních inscenacích a seriálech zejména v ostravském studiu Československé televize (role Jotidoma v seriálu Kamenný řád, 1977; Rudyšar ve Velkém sedle, 1987). 
Byl jedním z nejvíce "angažovaných", tj. prorežimních herců v době normalizace.
Jeho manželkou byla dcera architekta Adolfa Benše Věra Benšová.

## Filmografie
- 2009 3 sezóny v pekle – role: Hanesův otec
- 2009 Pouta – role: Pavlův otec
- 1998 Všichni moji blízcí – role: řidič Stelna
- 1998 Blumenstein Fernand – Bláznův příběh – role: otec
- 1997 Jezerní královna – role: kancléř
- 1996 Nejasná zpráva o konci světa
- 1993 Kašpar Hauser
- 1992 Perfektní manžel – klenotník
- 1990 Tsarskaya okhota (film SSSR) – John Dick
- 1990 Jen o rodinných záležitostech
- 1989 Sýkorka – dědeček
- 1988 Anděl svádí ďábla
- 1987 Der Ochsenkrieg – Válka volů SRN, Československo, Rakousko)
- 1986 Můj hříšný muž – dr. Beňák
- 1985 Boj o Moskvu – Agrese – Vilkov
- 1985 Pohlaď kočce uši
- 1985 Skalpel, prosím – Voráček
- 1985 Výjimečná situace – Ertl
- 1985 Zátah – major Veverka
- 1985 Velké sedlo (TV seriál)
- 1984 Oldřich a Božena – Dolen
- 1984 Rumburak – ředitel Knotek
- 1984 Všichni mají talent – ředitel Kulturního domu
- 1984 Všichni musí být v pyžamu – pacient
- 1983 Hořký podzim s vůní manga – Tomáš Hertl
- 1983 Záchvěv strachu – Václav
- 1982 Predčasné léto – otec Jany
- 1982 Schůzka se stíny – šéf
- 1981 Mezi námi kluky – Olinův otec
- 1982 Pozor, vizita! – vedoucí pracovník KNV
- 1980 Pomsta mŕtvych ryb – Ing. Hladík
- 1980 Přátelé Zeleného údolí (TV seriál)
- 1980 Toto léto doma – otec
- 1979 Prerušená hra – major Vaněk
- 1978 Setkání v červenci – Eda
- 1977 30 případů majora Zemana (TV seriál), epizody Modrá světla, Bílé linky – Ivo Holan
- 1977 Advokátka – Ing. Javorský
- 1977 Hodina pravdy – dr. Slezák
- 1976 Případ mrtvých spolužáků – Eduard Sucháň
- 1976 Sebechlebští hudci – Dóci
- 1975 Kamenný řád (TV seriál)
- 1974 Noc oranžových ohňů – Ryneš
- 1974 Za volantem nepřítel – Ing. Brotánek
- 1973 Hroch – Pip Karen
- 1972 Akce Bororo – dr. Junek
- 1971 Lekce – Jacques
- 1971 Tatínek na neděli – Milan Kalista
- 1969 Mlčení mužů – dr. Böhm
- 1968 Maratón – por. Soukup
- 1968 Nebeští jezdci – Pavel
- 1966 Hra bez pravidel – Málek
- 1964 Místenka bez návratu – Hassner
- 1964 Neobyčejná třída – Houdek
- 1962 Prázdniny s Minkou – Lojza
- 1961 Reportáž psaná na oprátce – Černý
- 1959 První parta – lékař
- 1959 Taková láska – role: Milan Stibor
- 1958 Zde jsou lvi – role: Ing. Radim Vochoč
- 1957 Ročník 21 – role: Karel
- 1956 Váhavý střelec – role: por. Carda
- 1956 Synové hor – role: závodník
- 1956 Nevěra – role: Jenda

## Televize
- 1972–1973 Ctná paní Lucie (seriál) – role: Černý rytíř
- 1974 Haldy (seriál) – role: Kleiner
- 1981 Můžeš mi odpustit? (mikrokomedie) - role: milenec Ireny
- 1981 Přicházejí bosí (cyklus her) - role: otec Barbory (1. díl: Velikánský banánový dort)
- 1991 Útěk do vězení (film)
- 1992 Hříchy pro pátera Knoxe (seriál) – role: Petr Staret (epizoda 5: Proč tolik nebožtíků)
- 2000 Případy detektivní kanceláře Ostrozrak (seriál) – role: producent
- 2001 Černí andělé (seriál) (epizoda 7: Červená karta)